# Station Gent-Oost
Het station Gent-Oost is een voormalig goederenstation in de stad Gent langs spoorlijn 58D, een aftakking van spoorlijn 58 (de lijn Gent-Eeklo), die doodliep aan het Handelsdok. Het station bevond zich ten zuidwesten van het station Gent-Dampoort, waar nu een kale vlakte is.
Het station werd vooral gebruikt voor de pakjesdienst van de NMBS, eerst NMBS-Colli, later ABX. In 1995 werd het station buiten dienst gesteld en in 2000 werd het gebouw gesloopt.
Destelbergen · Drongen · Drongensesteenweg · Gentbrugge · Gent-Dampoort · Gent-Heirnis · Gent-Muide · Gent-Noord · Gent-Oost · Gent-Rabot · Gent-Rodenhuize · Gent-Sint-Pieters · Gent-Waas · Gent-Zeehaven · Gent-Zuid · Halewijn · Ledeberg · Merelbeke · Oostakker · Sint-Amandsberg-Westveld · Sint-Denijs-Westrem · Wondelgem